# 响水坝水库
响水坝水库是中国云南省曲靖市麒麟区、陆良县交界的一座水库，位于南盘江上，建于1959年。水库正常库容为1943万立方米，集雨面积为2486平方千米，海拔为1848米。